# Platycypha
Platycypha é um género de libelinha da família Chlorocyphidae.
Este género contém as seguintes espécies:
- Platycypha amboniensis (Martin, 1915)
- Platycypha auripes (Förster, 1906)
- Platycypha caligata (Selys, 1853)
- Platycypha eliseva Dijkstra, 2008
- Platycypha fitzsimonsi Pinhey, 1950
- Platycypha inyangae Pinhey, 1958
- Platycypha lacustris (Förster, 1914)
- Platycypha picta (Pinhey, 1962)
- Platycypha pinheyi Fraser, 1950
- Platycypha rufitibia (Pinhey, 1961)